# Жив диск
Жив диск (на английски: Live CD) е диск, на който е записана програма или операционна система. При поставяне на живия диск в компактдисковото устройство и рестартиране на компютъра системата тръгва, без да се нуждае от инсталация.
Използва се също и терминът зареждащ диск (на английски: bootable disc). Програмата, която се зарежда от този диск, работи без операционна система (пример за такава е програмата за тестване на оперативната памет Memtest86+).
Не всеки зареждащ диск е жив диск. Обикновените инсталационни дискове съдържат програми, които не могат да се ползват, преди да бъдат инсталирани. За целта при зареждане на системата от инсталационния диск, се стартира автоматично инсталационната програма. Такъв диск не е жив.
Повечето живи дискове също могат да се инсталират, но това, което ги отличава от обикновените инсталационни дискове, е възможността пълноценно да се ползват програмите, записани на тях, без да има нужда да се инсталират на твърдия диск.

## Жива дистрибуция
Жива дистрибуция е термин, използван за операционна система (най-често ГНУ/Линукс дистрибуция), която няма нужда от инсталация върху твърдия диск, а се изпълнява директно от преносим носител. В английския език се ползват термините Live Distro и Live Distribution. Много често живите дистрибуции се записват на компактдискове и са известни като живи дискове (на английски език терминът е Live CD или LiveDVD). Също така живите дистрибуции се записват и върху USB флаш памет (тогава се нарича Live USB).
Терминът „жив“ идва от факта, че операционната система не е записана на твърдия диск. Вместо това тя „оживява“ от преносимия носител веднага след стартиране, без да се налага първо да бъде инсталирана на твърдия диск.
Живата дистрибуция не променя вече инсталираната операционна система или файловете, ако изрично не ѝ бъде указано. Системата се връща в предишното си състояние, след като се махне преносимият носител, където е записана дистрибуцията, и компютърът се рестартира. Това се получава, като се създават временни файлове не на твърдия диск, а в някакъв вид временна памет – най-често RAM диск, а файловете, които не се променят по време на работа, се прочитат директно от преносимия носител (като се декомпресират в реално време, ако са компресирани). Въпреки че живата дистрибуция няма нужда от твърд диск, той може да е полезен, когато оперативната памет е недостатъчна – на него може да се създаде swap файл (или даже swap дял), който да се ползва като алтернатива на оперативната памет.
Много често живите дистрибуции се ползват като „демонстрационни версии“ и са лесен начин да се направи предварителен преглед на операционна система, без тя изобщо да се инсталира.

## Общи черти
Някои живи дистрибуции имат възможността да се инсталират на твърдия диск или на флашка и могат да работят с информацията, записана на вътрешни или външни устройства.
Повечето живи дистрибуции са базирани на Linux, но има и такива, базирани на други операционни системи – Mac OS, Mac OS X, Solaris, BeOS, ReactOS, FreeBSD, Minix, NetBSD, Plan 9 from Bell Labs, MS-DOS и даже Microsoft Windows. Правния статус на живи дистрибуции, базирани на Windows, не е много ясен.
syslinux се използва за зареждане на базирани на Linux живи дистрибуции, както и Linux дискети. На компютър зареждаемо CD обикновено отговаря на стандарта El Torito, който използва специален файл на диска (може и да е скрит) като образ на дискета. Много базирани на Линукс живи дистрибуции използват компресиран системен образ, често с cloop (compressed loopback) драйвер, или squashfs компресирана файлова система, което удвоява капацитета, макар и увеличавайки времето за стартиране. В резултат на използване на компресиране могат да се запишат повече програми. Типична система, базирана на Knoppix, има около 1200 програми.
Живите дистрибуции имат разширена поддръжка на автоматична конфигурация и plug-and-play функционалност. Това е необходимо за улесняване на потребителя – не трябва всеки път да конфигурира системата, което я прави по-лесна за използване от неопитни потребители.

## Емулация
Използването на емулатори улеснява още използването на живи дистрибуции, без да се записва на компактдиск и стартира на компютъра. VMware е най-добре поддържаният за i386. Други са: QEMU, PearPC и Bochs, които могат да емулират x86 на PowerPC платформа, но поради метода на програмна емулация те са доста по-бавни. Друг емулатор, станал безплатен софтуер, е Microsoft Virtual PC.

## Списък на живи дистрибуции

### Базирани на GNU/Linux
- Adios LiveCD Архив на оригинала от 2006-10-13 в archive.today
- APODIO специализиран за работа със звук
- Archie – жива версия на Arch Linux.
- Arudius – Zenwalk от SLAX.
- Ark Linux Live е Live CD версия на Ark Linux
- Austrumi 50 Мб мини дистрибуция
- Basilisk Linux
- Berry Linux
- Buildix е ориентиран към програмирането с Trac, Subversion и Cruise Control
- CentOS 4 Live Архив на оригинала от 2008-10-26 в Wayback Machine.
- CHAOS, малка (6 мегабайта) и създадена за лесно създаване на Клъстери
- CryptoBox, Samba файлов сървър с поддъжка на криптиране
- Damn Small Linux (познат като DSL) – олекотен Knoppix с размер 50Мб за компакт дискове с размер на визитка или USB ключ.
- Debian Live Архив на оригинала от 2012-08-05 в Wayback Machine.
- DemoLinux – един от първите живи дискове
- dyne:bolic – с мултимедийна насоченост.
- EDU-Nix LiveDistro Архив на оригинала от 2009-05-01 в Wayback Machine. – Жива дистрибуция, базирана на Линукс, създадена за училищата в САЩ; има OpenOffice.org 2 Tux серията от програми за Windows.
- Elive, базирана наEtch, но настроена за Enlightenment.
- EnGarde Secure Linux – Линукс с повишен сигурност базирана SE Linux и спонсорирана от Guardian Digital, Inc. Allendale, NJ.
- Feraga.com Архив на оригинала от 2020-07-07 в Wayback Machine.: Създаване на Debian GNU/Linux, оптимизирана да пази потребителската тайна за USB ключове.
- Flash Linux Архив на оригинала от 2016-04-16 в Wayback Machine.: 256Мб Линукс дистрибуция за USB флаш
- Finnix: малък жив диск за администратори. Има версия и за PowerPC.
- Freeduc-cd, обучаващ жив диск, използващ Xfce, реализирано с помощта на UNESCO
- GeeXboX – медиа център базиран на Linux и MPlayer.
- Gentoo
- Gnoppix – друга, базирана на Debian, жива дистрибуция.
- Gnoware Архив на оригинала от 2017-09-13 в Wayback Machine. – Жива дистрибуция, базирана на дистрибуциите Knoppix и Debian
- GnuLinEx: включва GNOME
- grml, специално за потребители с texttools и системни администратори
- GoblinX
- IBLS, модулен мини-сървър
- Jollix
- Kanotix – базирана на Debian-Sid, за 32 битови i586 и AMD 64, може да се инсталира на твърдия диск.
- Knoppix – „Орифиналната“ Debian-базирана LiveDistro.
- Kororaa
- Kurumin Архив на оригинала от 2008-08-20 в Wayback Machine. Популярна в Бразилия.
- (LAS) Архив на оригинала от 2017-11-14 в Wayback Machine.
- LinspireLive (бившата LindowsLive) е тестова версия на Linspire
- LNX-BBC, за компакт дискове с размер на визитка.
- MandrakeMove  Архив на оригинала от 2013-03-06 в Wayback Machine.
- MEPIS – KDE базирана на Ubuntu.
- MCNLive – базирана на Mandriva (300M) мултимедийна LiveDistro, за USB ключ.
- Morphix – Debian базирана, с GNOME и fluxbox.
- NimbleX
- MoviX, eMoviX и MoviX2 – създадена специално за възпроизвеждане на мултимедиа
- Olive Архив на оригинала от 2006-11-15 в Wayback Machine. демонстрация на редки технологии.
- Parsix GNU/Linux – Debian базирана с GNOME запотребители изплзващи Фарси.
- PCLinuxOS – Mandrake базирана част от The LiveCD Project
- PikseLiveCD – мултимедия.
- Planktum Архив на оригинала от 2012-02-06 в Wayback Machine.
- PLD Live CD и PLD RescueCD, базирани на PLD Linux Distribution.
- Puppy Linux – 60Mб може да записва данни на същия компакт диск (използва многосесийни дискове)
- Sauver – Лесна за употреба, бъзстановяване на изтрити файлове и др.
- Sentry Firewall CD Архив на оригинала от 2007-01-24 в Wayback Machine.
- SLAX – Slackware дериват, модулна и лесна за преконфигуриране.
- SLAMPP
- STUX
- SuSE Live-CD
- SystemRescueCd
- Tails – Дистрибуция фокусирана в сигурност, базирана на Дебиан, с цел да се запази поверителността и анонимността.
- Tom's Root Boot Архив на оригинала от 2021-01-26 в Wayback Machine. – Малка дистрибуция събираща се на дискета (1.44 Мб дискета форматирана с по-висок капацитет). Tomsrtbt твърди че е „The most GNU/Linux on one floppy disk“.
- Ubuntu Linux|Ubuntu (/Xubuntu/Kubuntu/Edubuntu) – популярен вариант на Debian.
- UHU-Linux Архив на оригинала от 2004-06-14 в Wayback Machine. – Жив диск, базиран на UHU 1.1.1.
- Ultima  Архив на оригинала от 2006-03-02 в Wayback Machine.
- УСУ Линукс – българска дистрибуция, предназначена за нуждите на образованието – Официална страница на УСУ
- Vector Linux Live Архив на оригинала от 2008-05-01 в Wayback Machine.
- VidaLinux
- WOMP!, 15 – 30 Мб мултимедиен жив диск.
- Zenlive
- Тиликс – базирана на Kubuntu и пригодена за българи
- VS Live
- Flax

### Базирани на Apple Macintosh OS
- BootCD от Charlessoft за Mac OS X
- Clone X Архив на оригинала от 2006-02-23 в Wayback Machine. от Tri-Edre за Mac OS X – Комерсиален продукт
- System Folder на Mac OS на CD или дискета

### Базирани на BSD
- Anonym.OS, е OpenBSD-базиран диск за сигурно и анонимно сърфиране в интернет
- DragonFly BSD  Архив на оригинала от 2005-04-24 в Wayback Machine.
- FreeSBIE (базирана на FreeBSD)
- Frenzy мини-CD (базирана на FreeBSD)
- Ging – Първата LiveDistro, базирана на Debian GNU/kFreeBSD
- NetBSD – официална LiveDistro. Директно Архив на оригинала от 2020-06-30 в Wayback Machine. и документация Архив на оригинала от 2020-06-30 в Wayback Machine..
- TrueBSD LiveCD OS (базирана на FreeBSD)
- NeWBIE (NetBSD LiveDistro)
- Olive BSD Архив на оригинала от 2011-09-04 в Wayback Machine. – още една OpenBSD-базирана LiveDistro с IceWM и ROX-filer
- The Dark Star Архив на оригинала от 2008-12-16 в Wayback Machine., FreeBSD-базирана (мини) LiveDVD с KDE.

### Базирани на Microsoft Windows
- 911 Rescue CD Архив на оригинала от 2014-11-30 в Portuguese Web Archive (Windows NT/2000/XP/2003)
- Avast Bart CD – Комерсиален продукт
- BartPE (Windows XP/2003): Позволява създаване на зареждаем компакт диск Windows инсталация.
- ERD Commander Архив на оригинала от 2007-10-16 в Wayback Machine. – Комерсиален продукт за възстановяване на данни
- Microsoft Windows Preinstallation Environment
- Mini PE
- Ultimate Boot CD за Windows (Windows XP)
- WinBuilder Архив на оригинала от 2008-05-11 в Wayback Machine.

Представители на Microsoft описват усилията на трети страни за създаване на живи дистрибуции като „неправилно лицензирано“ използване на Windows. Microsoft разрешава ползването на MS WinPE, но той не е достъпен на дребно.

### MS-DOS съвместими
- FreeDOS
- OpenDOS

### Базирани на OpenSolaris
- BeleniX е най-напредналата LiveDistro
- Nexenta е LiveDistro базирана OpenSolaris адро и GNU програми
- SchilliX първата OpenSolaris LiveDistro.

### Други операционни системи
- BeOS – всички дискове с BeOS имат LiveDistro режим, макар че PowerPC версиите трябва да се стартират от Mac OS 8
- Hurd
- Minix
- OpenVMS инсталационното CD е жива дистрибуция
- OS/2 Ecomstation Demo
- Plan 9 from Bell Labs – Всички Plan 9 компакт дискове могат да се изпълняват в LiveDistro режим на ПК.
- QNX
- SkyOS
- Syllable Архив на оригинала от 2006-07-21 в Wayback Machine. – Syllable жив диск
- ReactOS – Операционна система с отворен код, съвместима с приложения за Microsoft Windows.
- TUD:OS Demo CD – L4 DemoCD

## Живи дистрибуции, предназначени за поправка или „спасителни“
- 10 -те най-добри Live CD Distro в категория сигурност (Pen-Test, Forensics & Recovery)
- 911 Rescue CD Архив на оригинала от 2014-11-30 в Portuguese Web Archive Базирано на DOS с помощни програми за поправка на Windows (технически не е LiveDistro)
- RIP: (R)ecovery (I)s (P)ossible е Линукс базирано CD с помощни програми за разделяне на дялове и работа в мрежа (samba). Базирано на ядро 2.6.17.
- SystemRescueCd е Линукс базирано CD с помощни програми за поправка на Windows и Linux. Базирано на ядро 2.6.
- < 200 MB LiveCD based on Slackware
- treehel‘s FreeSTAR Свободно UBCD базирано зареждащо се CD с голяма колекция от свободни програми за windows с интерфейс на Руски и Английски ...
- UBCD Свободно зареждаемо CD – ultimate boot CD (DOS/Linux)